# Caroline Norton
Caroline Norton (ur. 1808, zm. 1877) – angielska poetka i działaczka na rzecz praw kobiet, wnuczka irlandzkiego dramaturga Richarda Brinsleya Sheridana.
Działalność poetki na rzecz ochrony praw kobiet miały wpływ na przyjęcie Marriage and Divorce Act w 1857.
Twórczość Caroline Norton charakteryzuje się dużym wysmakowaniem formalnym. Autorka stosuje klasyczne formy jak strofa spenserowska (poematy The Child Of The Islands i A Voice From The Factories) i sonet. Do najbardziej znanych utworów poetki należy poemat The undying one, poświęcony postaci Żyda, wiecznego tułacza.
Wiersz „Byliśmy przyjaciółmi” przełożył na język polski i zamieścił w swojej autorskiej antologii „Poeci angielscy” Jan Kasprowicz.